# Burdur (província)
Burdur é uma província (em turco:  iller) do sudoeste da Turquia, situada na região (bölge) do Mediterrâneo (em turco: Akdeniz Bölgesi) com 6 887 km² de superfície e 251 550 habitantes (2009).